# Autorsko pravo
Autorsko pravo je pravo koje uživaju stvaratelji (autori) književnih, znanstvenih i umjetničkih djela (autorska djela), a koje im daje isključivo pravo korištenja ili odobravanja drugima korištenja svog djela, a uključuje i sustav zaštite tih prava. U objektivnom smislu, ono je sustav pravnih pravila i načela koje reguliraju prava koje zakon dodjeljuje autoru djela.
Autoru pripada autorsko pravo na njegovu autorskom djelu činom samog ostvarenja djela i, za razliku od većine drugih oblika intelektualnog vlasništva, ne podliježe nikakvom administrativnom ili registracijskom postupku. Njime se ne štiti ideja nego djelo koje je izražaj ideje ljudskog uma, bez obzira na vrstu ili kvalitetu izražaja.
Autorskom pravu srodna prava odnose se na prava i sustav pravne zaštite umjetničkog izražaja, te zaštite organizacijskih, poslovnih i financijskih ulaganja u izvođenje, proizvodnju, distribuciju i radiodifuziju autorskih djela, a obuhvaćaju:
- prava umjetnika izvođača na njihovim izvedbama;
- prava proizvođača fonograma na njihovim fonogramima;
- prava filmskih producenata (proizvođača videograma) na njihovim videogramima;
- prava organizacija za radiodifuziju na njihovim emitiranjima;
- prava nakladnika na njihovim izdanjima;
- prava proizvođača baza podataka na njihovim bazama podataka.

Područje srodnih prava ubrzano se razvilo u proteklih 50 godina. Srodna prava razvila su se uz autorsko pravo i najčešće su vezana uz omogućavanje priopćavanje autorskog djela javnosti.
Autorsko pravo i srodna prava ključni su za ljudsko stvaralaštvo, jer pružaju autorima poticaj u obliku priznanja i novčanih naknada, a s druge strane pružaju im određenu sigurnost da se njhova djela mogu distribuirati bez bojazni od neovlaštenog umnožavanja ili piratstva, a ako do toga dođe, osigurana im je određena autorskopravna zaštita.
Autorsko pravo karakteristično je za europski pravni krug (prvenstveno se razvilo u francuskom pravu). U anglosaksonskom pravu (common law) koristi se pojam copyright. Temeljna razlika između autorskog prava i copyrighta je ta, što je prvo utemeljeno na ideji osobnog prava autora kod kojeg postoji veza između autora i njegove tvorevine, dok se copyright ograničava striktno na djelo kao takvo.

## Pravni izvori
Kao dio međunarodnog privatnog prava, autorsko pravo i srodna prava, sastavnice pravnog područja intelektualnog vlasništva, imaju naglašeno međunarodnopravno obilježje. Međutim, kao dio unutarnjeg prava, svaka država donosi i vlastite unutarnje propise koje uređuju ovo područje.

### Međunarodne konvencije i ugovori
- Bernska konvencija za zaštitu književnih i umjetničkih djela (Bernska konvencija)
- Univerzalna konvencija o autorskom pravu prema izvornom tekstu (Univerzalna konvencija-Ženeva)
- Univerzalna konvencija o autorskom pravu revidirana u Parizu (Univerzalna konvencija-Pariz)
- Konvencija o osnivanju Svjetske organizacije za intelektualno vlasništvo (Konvencija o osnivanju WIPO)
- Međunarodna konvencija za zaštitu umjetnika izvođača, proizvođača fonograma i organizacija za radiodifuziju (Rimska konvencija)
- Konvencija o distribuciji signala za prijenos programa preko satelita (Satelitska konvencija)
- Konvencija o zaštiti proizvođača fonograma od neodobrenog umnožavanja njihovih fonograma (Fonogramska konvencija)
- Ugovor o trgovinskim aspektima prava intelektualnog vlasništva Svjetske trgovinske organizacije (Sporazum TRIPS )
- Ugovor o autorskom pravu Svjetske organizacije za intelektualno vlasništvo (WIPO Ugovor o autorskom pravu)
- Ugovor o izvedbama i fonogramima Svjetske organizacije za intelektualno vlasništvo (WIPO Ugovor o izvedbama i fonogramima)

### DirektiveEuropskog parlamentaiVijeća EU
- Direktiva 2009/24/EZ Europskog parlamenta i Vijeća od 23. travnja 2009. o pravnoj zaštiti računalnih programa (kodificirana verzija) (Tekst značajan za EGP)[1]
- Direktiva 2006/115/EZ Europskog parlamenta i Vijeća od 12. prosinca 2006. o pravu iznajmljivanja i pravu posudbe te o određenim autorskom pravu srodnim pravima u području intelektualnog vlasništva (kodificirana verzija)[2]
- Direktiva Vijeća 93/83/EEC od 27. rujna 1993. o koordinaciji nekih pravila koja se odnose na autorsko pravo i srodna prava primjenljivih na satelitsku radiodifuziju i kabelsku
- Direktiva Vijeća 93/98/EEC od 29. listopada 1993. kojom se harmonizira rok zaštite autorskog prava i nekih srodnih prava
- Direktiva 96/9/EC Europskog Parlamenta i Vijeća od 11. ožujka 1996. o zakonskoj zaštiti baza podataka
- Direktiva 2001/29/EC Europskog Parlamenta i Vijeća od 22. svibnja 2001. o harmonizaciji određenih aspekata autorskog prava i srodnih prava u informatičkom društvu
- Direktiva 2001/84/EC Europskog Parlamenta i Vijeća od 27. rujna 2001. o pravu slijeđenja u korist autora izvornika umjetničkog djela
- Direktiva 2011/77/EU Europskog parlamenta i Vijeća od 27. rujna 2011. o izmjeni Direktive 2006/116/EZ o trajanju zaštite autorskog prava i određenih srodnih prava[3]
- Direktiva 2012/28/EU Europskog parlamenta i Vijeća od 25. listopada 2012. o određenim dozvoljenim korištenjima djela siročadi (Tekst značajan za EGP)[4]
- Direktiva 2014/26/EU Europskog parlamenta i Vijeća od 26. veljače 2014. o kolektivnom ostvarivanju autorskog prava i srodnih prava te izdavanju odobrenja za više državnih područja za prava na internetsko korištenje glazbenih djela na unutarnjem tržištu (Tekst značajan za EGP)[5]